# Kroplik (roślina)
Kroplik (Mimulus) – rodzaj roślin z rodziny Phrymaceae. Obejmował w dawnym, szerokim ujęciu ok. 150 gatunków, natomiast po podziale na monofiletyczne rodzaje pozostało ich tu tylko siedem. Pozostałe wyodrębnione zostały do rodzajów: Diplacus (ponad 40), Erythranthe (ponad 120) i Thyridia (1). W szerokim ujęciu zasięg rodzaju obejmował Amerykę Północną i Południową z centrum zróżnicowania w Kalifornii. Pojedyncze gatunki występowały w Azji i w Południowej Afryce. W wąskim ujęciu gatunki tu zaliczane występują w środkowej i wschodniej części Ameryki Północnej, w Afryce Subsaharyjskiej, południowej Azji i Australii.
Zaliczane tu w szerokim ujęciu rodzaju gatunki zawleczone do Polski (kroplik żółty M. guttatus i kroplik piżmowy M. moschatus), zaliczane są współcześnie do rodzaju Erythranthe (jako odpowiednio E. guttata i E. moschata).

## Morfologia
PokrójRośliny zielne (jednoroczne i byliny), rzadko półkrzewy i krzewy osiągające do 1,5 m wysokości. Pędy są nagie lub gruczołowato, często lepko owłosione, płożące, podnoszące się. Łodyga obła lub kanciasta, czworoboczna, czasem oskrzydlona.
LiścieNaprzeciwległe, pojedyncze, całobrzegie lub piłkowane.
KwiatyPojedynczo wyrastające w kątach liści lub zebrane w szczytowe kłosy lub grona. Kielich zrosłodziałkowy, z 5 ząbkami i 5 żebrami, czasem kanciastymi, w czasie owocowania czasem rozdęty. Korona kwiatu grzbiecista, dwuwargowa, przy czym dolna warga z trzema łatkami, a górna z dwoma. Płatki barwy żółtej, białej, różowej, czerwonopomarańczowej, fioletowej do brązowej. Pręciki cztery, dwa z nich dłuższe, z nitkami osadzonymi u nasady rurki korony. Zalążnia górna, z dwóch zrośniętych owocolistków, jedno- lub dwukomorowa. Znamię dwułatkowe.
OwoceTorebki otwierające się dwiema łatkami, zawierające liczne, drobne nasiona.

## Systematyka
Wykaz gatunków
- Mimulus alatus Aiton
- Mimulus aquatilis A.R.Bean
- Mimulus gracilis R.Br.
- Mimulus madagascariensis Benth.
- Mimulus orbicularis Wall. ex Benth.
- Mimulus ringens L.
- Mimulus strictus Benth.